# Liste der Monuments historiques in Croissy-sur-Seine
Die Liste der Monuments historiques in Croissy-sur-Seine führt die Monuments historiques in der französischen Gemeinde Croissy-sur-Seine auf.

## Liste der Bauwerke

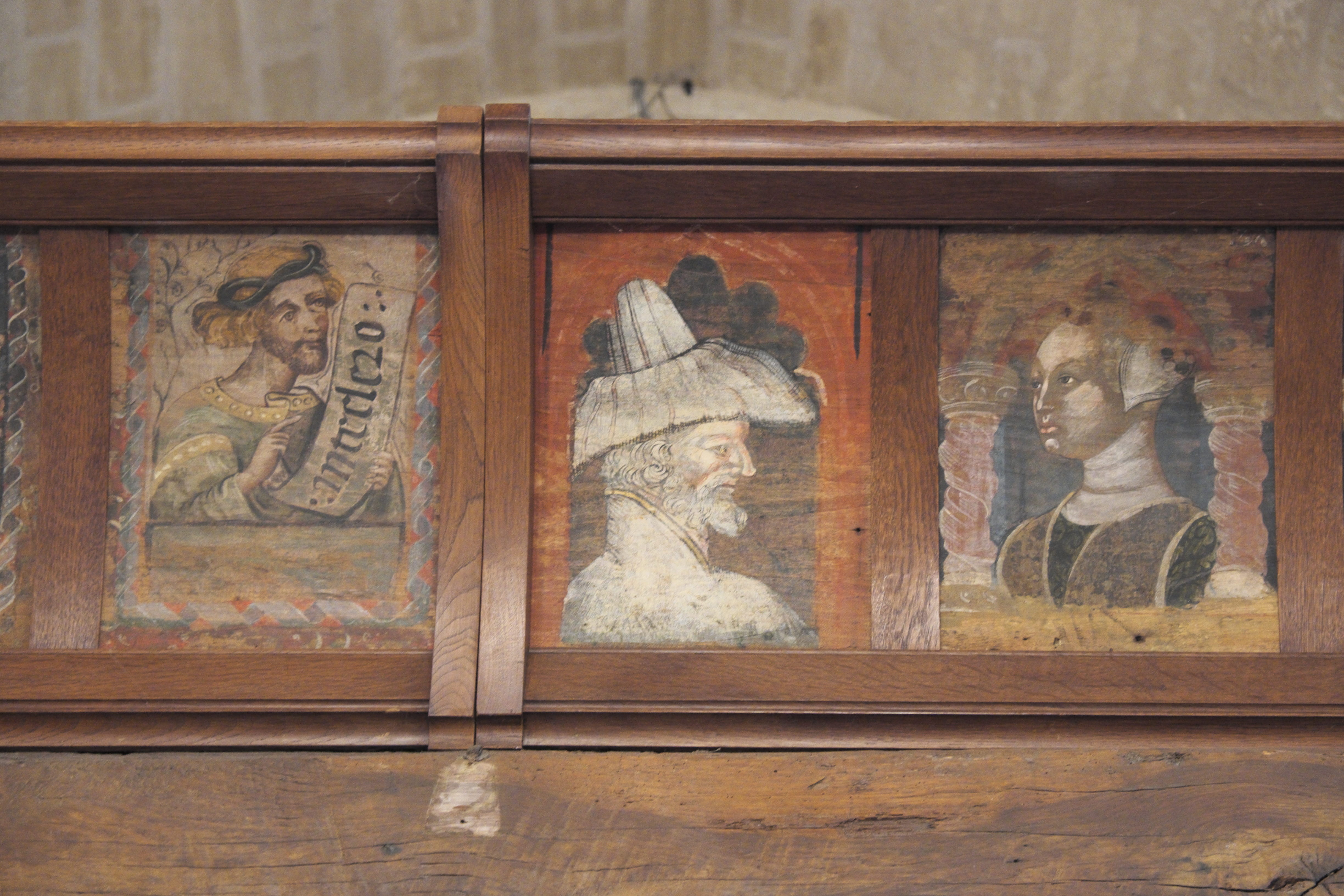
Malerei (zweite Hälfte des 15. Jahrhunderts) an der Emporenbrüstung in der Kirche St-Léonard

| Bezeichnung                 | Beschreibung | Standort                | Kennzeichnung | Schutzstatus | Datum | Bild           |
| --------------------------- | ------------ | ----------------------- | ------------- | ------------ | ----- | -------------- |
| Schloss                     |              | 12, Grande-Rue (Lage)   | PA00087416    | Inscrit      | 1975  | weitere Bilder |
| Ehemalige Kirche St-Léonard |              | (Lage)                  | PA00087417    | Inscrit      | 1942  | weitere Bilder |
| Maison de Charité           |              | Place d’Aligre (Lage)   | PA00087418    | Inscrit      | 1974  | weitere Bilder |
| Maison Joséphine            |              | 6bis, Grande-Rue (Lage) | PA00087419    | Inscrit      | 1974  | weitere Bilder |

## Liste der Objekte
- Monuments historiques (Objekte) in Croissy-sur-Seine in der Base Palissy des französischen Kultusministeriums